# Eropterus trilineatus
Eropterus trilineatus är en skalbaggsart som först beskrevs av Melsheimer 1846.  Eropterus trilineatus ingår i släktet Eropterus och familjen rödvingebaggar. Inga underarter finns listade i Catalogue of Life.